# Guy's Hospital
O Guy's Hospital é um hospital do NHS fundado pelo filantropo Thomas Guy em 1721, localizado no bairro de Southwark, no centro de Londres. Faz parte do Guy's and St Thomas' NHS Foundation Trust e é uma das instituições que compõem o King's Health Partners, um centro acadêmico de ciências da saúde.
A Ala da Torre do hospital (originalmente conhecida como Torre Guy) era, quando construída em 1974, o edifício hospitalar mais alto do mundo, com 148,65 metros (487,7 pé) com 34 andares. A torre foi ultrapassada como o edifício mais alto do mundo relacionado à saúde pelo The Belaire, na cidade de Nova York, em 1988. Em junho de 2019, a Tower Wing, que continua sendo um dos edifícios mais altos de Londres, é o sexto edifício hospitalar mais alto do mundo.

## História
O hospital data de 1721, quando foi fundado pelo filantropo Thomas Guy, que fez fortuna como impressor de Bíblias e a aumentou muito especulando na South Sea Bubble. Foi originalmente estabelecido como um hospital para tratar "incuráveis" que recebiam alta do Hospital St. Thomas. Guy foi governador e benfeitor de St Thomas e seus colegas governadores apoiaram sua intenção, concedendo o lado sul da St Thomas Street por um aluguel irrisório por 999 anos. Após sua morte em 1724, Thomas Guy foi sepultado na capela do hospital (também datada do século XVIII), em um túmulo com uma escultura de mármore de John Bacon.
Os edifícios originais formavam um pátio voltado para a St Thomas Street, compreendendo o salão no lado leste e a capela, a Casa da Matrona e a Casa do Cirurgião no lado oeste. Os edifícios principais originais foram construídos pelo Mestre Maçom do Rei, John Deval, em 1739.
Um legado de £ 180 mil de William Hunt em 1829, um dos maiores legados de caridade na Inglaterra em termos históricos, permitiu que mais cem leitos fossem acomodados. O nome de Hunt foi dado à expansão sul dos edifícios do hospital que ocorreu em 1850. Dois pátios internos eram divididos por um claustro que mais tarde foi remodelado e dedicado aos membros do hospital que morreram na Primeira Guerra Mundial . O lado leste compreendia as enfermarias de cuidados e a "casa de contagem" com a sala do tribunal Burfoot dos governadores. O quadrilátero do lado norte é dominado por uma estátua de Lord Nuffield (1877–1963), que foi presidente dos governadores por muitos anos e também um grande benfeitor.
Em 1879-1880, a 'disputa do Guy's Hospital' entre a enfermeira-chefe Margaret Burt e a equipe médica do hospital destacou como os médicos às vezes sentiam que sua autoridade estava sendo desafiada por enfermeiras-chefes de novo estilo. Florence Nightingale defendia que essas novas enfermeiras enfermeiras treinadas tivessem total controle e disciplina sobre sua equipe de enfermagem. Margaret Burt acabou por demitir-se, mas este não foi um episódio isolado e outras matronas passaram por problemas semelhantes, como Eva Luckes.
Em 1974, o hospital adicionou a Guy's Tower de 34 andares e a Guy's House de 29 andares: este complexo foi projetado por Watkins Gray. O Centro Wolfson para Doenças Relacionadas à Idade, que se dedica a melhorar os resultados de condições como a doença de Alzheimer, o acidente vascular cerebral, a doença de Parkinson e a lesão da medula espinhal, foi inaugurado pela Princesa Real em dezembro de 2004.
Em Outubro de 2005, os departamentos infantis foram transferidos para o Evelina London Children's Hospital, no terreno ao lado de St Thomas, perto do Palácio de Westminster. Um novo centro oncológico, projetado pela Rogers Stirk Harbour + Partners e construído por Laing O'Rourke a um custo de £ 160 milhões, foi concluído em abril de 2016.